# 海豹屬
海豹屬（學名：Phoca）是海豹科下面的一個屬，包括二个物種。

## 分类
本属的2个物种如下：
- 斑海豹 Phoca largha Pallas, 1811
- 穆尔氏海豹 Phoca moori (Newton, 1890) †
- 港海豹 Phoca vitulina Linnaeus, 1758